# HMS Satyr (P214)
| «Сатир» (P214)                                              | «Сатир» (P214)                                                                                             | «Сатир» (P214)                                                                                             |
| ----------------------------------------------------------- | --- | --- |
| HMS Satyr (P214)                                            | | |
|                                                             | | |
| Британський підводний човен «Сатир» у Холі-Лох              | | |
| Верф                                                        | Scotts Shipbuilding and Engineering Company, Грінок                                                        | Scotts Shipbuilding and Engineering Company, Грінок                                                        |
| Під прапором                                                | Велика Британія                                                                                            | Велика Британія                                                                                            |
| Належність                                                  | Військово-морські сили Великої Британії                                                                    | Військово-морські сили Великої Британії                                                                    |
| Порт приписки                                               | Лервік, Данді, Ширнесс, Портленд                                                                           | Лервік, Данді, Ширнесс, Портленд                                                                           |
| Замовлення                                                  | 23 січня 1940                                                                                              | 23 січня 1940                                                                                              |
| Закладений                                                  | 8 червня 1940                                                                                              | 8 червня 1940                                                                                              |
| Спуск на воду                                               | 28 вересня 1942                                                                                            | 28 вересня 1942                                                                                            |
| Введений до складу флоту                                    | 8 лютого 1943                                                                                              | 8 лютого 1943                                                                                              |
| Переданий                                                   | лютий 1952 до французьких ВМС, як «Сапфир»                                                                 | лютий 1952 до французьких ВМС, як «Сапфир»                                                                 |
| На службі                                                   | 1943–1962                                                                                                  | 1943–1962                                                                                                  |
| Сучасний статус                                             | у квітні 1962 року розібраний на брухт                                                                     | у квітні 1962 року розібраний на брухт                                                                     |
| Бойовий досвід                                              | Друга світова війна Битва за Атлантику Кампанія в Арктиці                                                  | Друга світова війна Битва за Атлантику Кампанія в Арктиці                                                  |
| Проєкт                                                      | | |
| Класифікація ПЧ                                             | середній дизель-електричний підводний човен                                                                | середній дизель-електричний підводний човен                                                                |
| Тип ПЧ                                                      | Підводний човен 3-ї серії типу «S»                                                                         | Підводний човен 3-ї серії типу «S»                                                                         |
| Основні характеристики                                      | | |
| Швидкість (надводна)                                        | 15 вузлів (28 км/год)                                                                                      | 15 вузлів (28 км/год)                                                                                      |
| Швидкість (підводна)                                        | 10 вузлів (18,6 км/год)                                                                                    | 10 вузлів (18,6 км/год)                                                                                    |
| Гранична глибина занурення                                  | 91 м | 91 м |
| Дальність плавання                                          | 11 000 миль (20 000 км) на швидкості 10 вузлів (надводна) 70 миль (130 км) на швидкості 4 вузли (підводна) | 11 000 миль (20 000 км) на швидкості 10 вузлів (надводна) 70 миль (130 км) на швидкості 4 вузли (підводна) |
| Екіпаж                                                      | 48 офіцерів та матросів                                                                                    | 48 офіцерів та матросів                                                                                    |
| Розміри                                                     | | |
| Довжина найбільша (по КВЛ)                                  | 66,1 м | 66,1 м |
| Ширина корпусу найб.                                        | 7,2 м | 7,2 м |
| Середня осадка (по КВЛ)                                     | 4,5 м | 4,5 м |
| Водотоннажність надводна                                    | 826 тонн                                                                                                   | 826 тонн                                                                                                   |
| Водотоннажність підводна                                    | 1 010 тонн                                                                                                 | 1 010 тонн                                                                                                 |
| Силова установка                                            | | |
| Дизель-електрична: 2 × дизельних двигуни 2 × електродвигуни | | |
| Гвинти                                                      | 2 | 2 |
| Потужність                                                  | 2 × 950 к. с. (дизельні двигуни) 2 × 650 к. с. (електродвигуни)                                            | 2 × 950 к. с. (дизельні двигуни) 2 × 650 к. с. (електродвигуни)                                            |
| Озброєння                                                   | | |
| Торпедно- мінне озброєння                                   | 6 × 533-мм носових торпедних апарати 13 торпед                                                             | 6 × 533-мм носових торпедних апарати 13 торпед                                                             |
| ППО                                                         | 1 × 76-мм зенітна гармата QF 3-inch 20 cwt                                                                 | 1 × 76-мм зенітна гармата QF 3-inch 20 cwt                                                                 |
| Електроніка                                                 | Тип 129AR Тип 291                                                                                          | Тип 129AR Тип 291                                                                                          |

«Сатир» (P214) (англ. HMS Satyr (P214) — військовий корабель, підводний човен 3-ї серії типу «S» Королівського військово-морського флоту Великої Британії часів Другої світової війни.
Підводний човен «Сатир» був закладений 8 червня 1940 року на верфі компанії Scotts Shipbuilding and Engineering Company у Гріноку. 28 вересня 1942 року він був спущений на воду, а 8 лютого 1943 року увійшов до складу Королівських ВМС Великої Британії.
Підводний човен брав активну участь у бойових діях Другої світової війни. «Сатир» здійснив 13 бойових походів, бився в Північній Атлантиці та Арктиці біля берегів Британії, Норвегії і Франції.

## Історія служби
Після ввдення до строю, «Сатир» більшу частину своєї військової кар'єри провів у навколишніх британських водах, де потопив норвезьке торгове судно Nordnorge і німецький підводний човен U-987. Він також торпедував уламки німецького торгового судна Emsland, яке сіло на мілину біля норвезького Стадландета після того, як 20 січня 1944 року було сильно пошкоджено британськими торпедоносцями. «Сатир» також безуспішно атакував німецькі торговельні суховантажі Bochum і Emma Sauber, а також німецький конвой біля Егерсунда, Норвегія.
У 1944—1945 роках «Сатир» був виведений на ремонт, пройшов глибокий цикл переозброєння, модернізації та був оснащений потужнішими батареями, щоб служити високошвидкісним підводним човном.
У період з лютого 1952 року по серпень 1961 року він був позичений французькому флоту та перейменований на «Сапфір». Після 20 років служби, у квітні 1962 року, «Сатир» був розібраний на брухт в Чарлстауні, Файф.